# Åkerselforsen
Åkerselforsen, en fors i Piteälven som ligger mellan Benbryteforsen och Brudforsen, ca 5 km uppströms Brudforsen. Forsen ligger i Älvsbyns kommun.